# ثقافة عثمانية

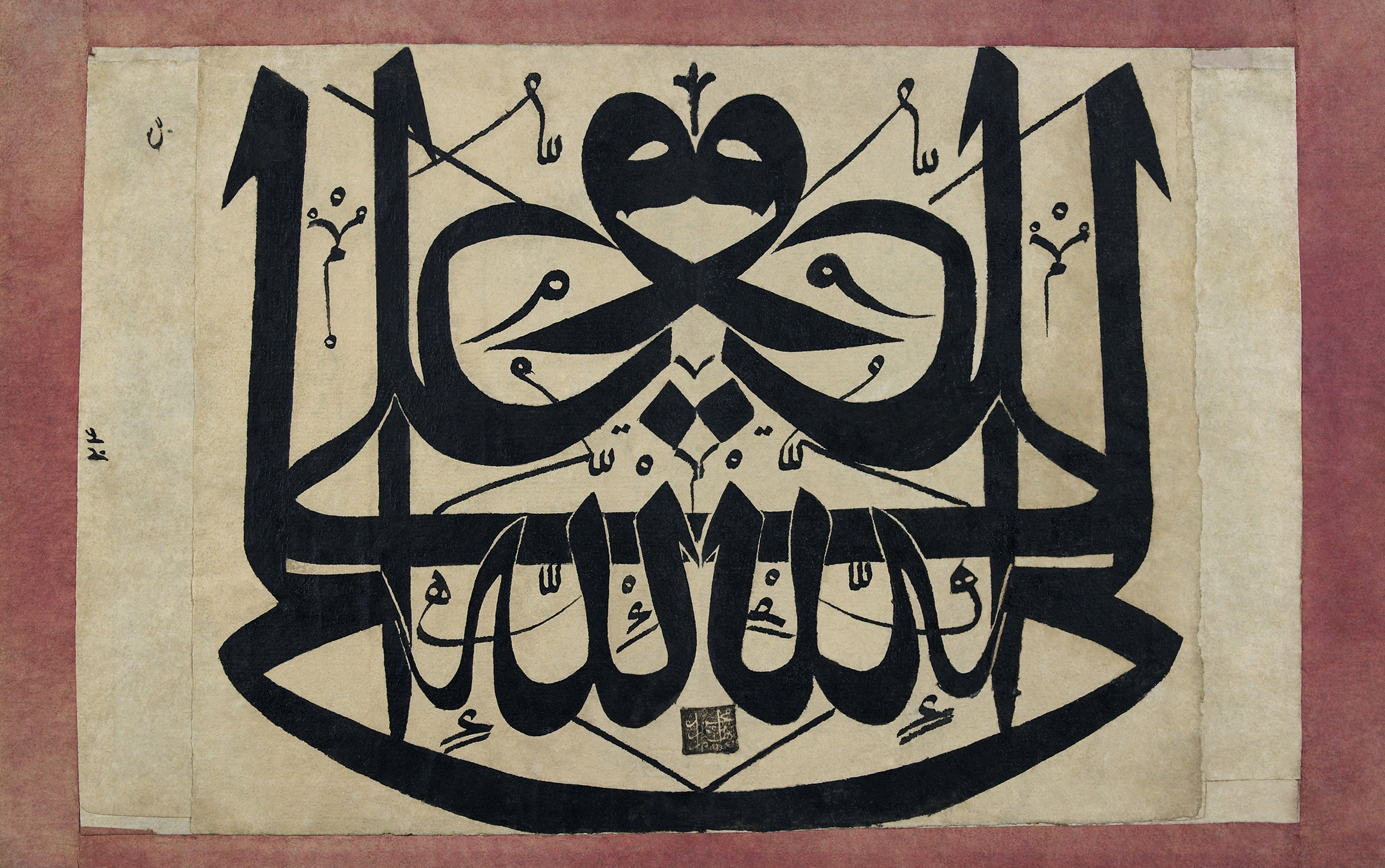
Eighteenth century mirror writing in Ottoman فن الخط. Depicts the phrase 'Ali is the vicegerent of God' in both directions.

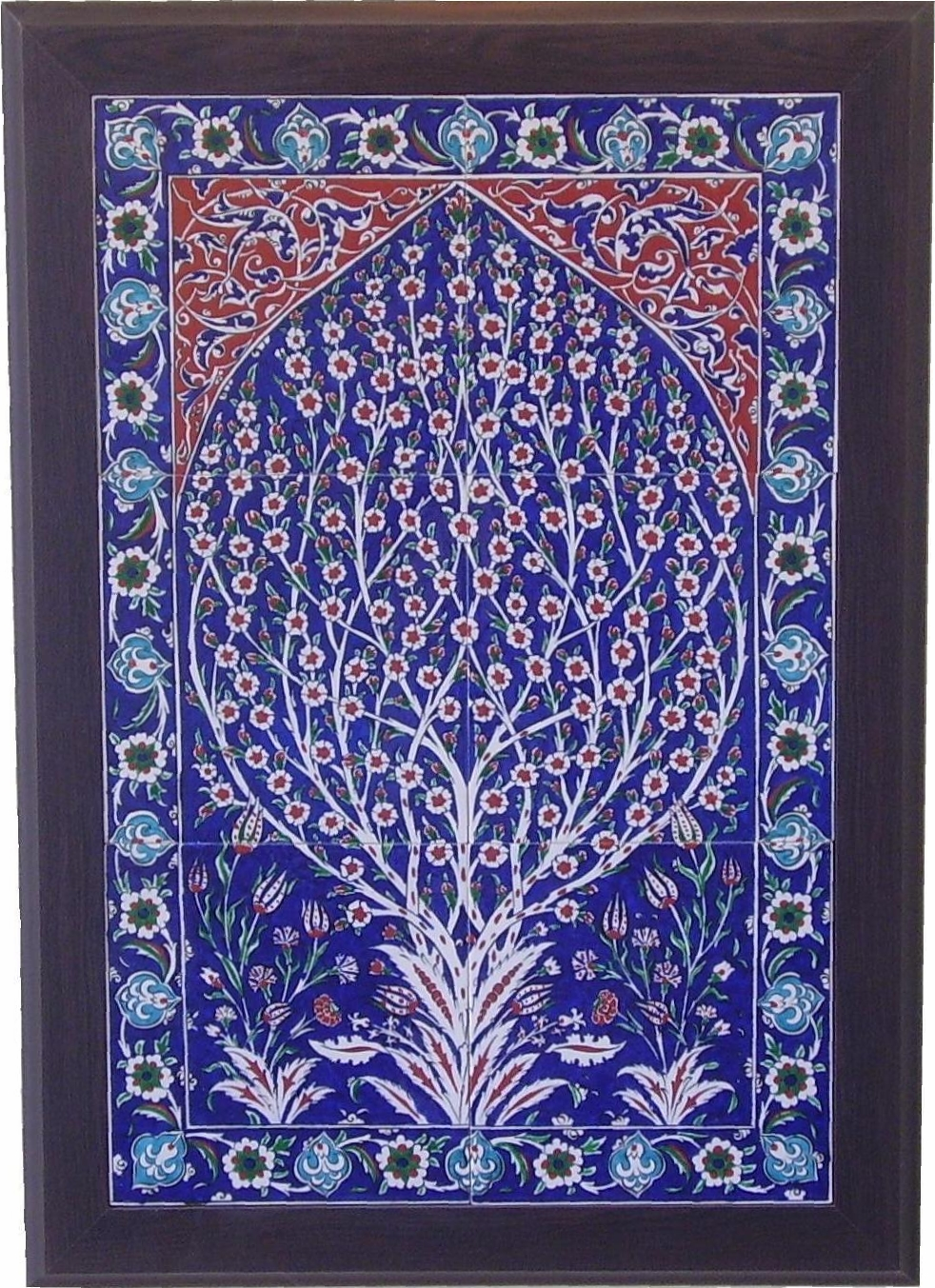
بلاطات زرقاء تركية

ثقافة الدولة العثمانية تطورت طوال عدة قرون بينما كانت الإدارة الحاكمة من الأتراك تمتص وتقتبس من وتعدل ثقافات البلدان والشعوب التي فتحتها. فقد كان هناك تأثر قوي من تقاليد ولغات المجتمعات الإسلامية، وخصوصاً العربية، بينما كان للثقافة الفارسية إسهامات بارزة عبر نظام الحكم المتفرسن للأتراك السلاجقة، أسلاف العثمانيين. وطوال تاريخها، كان بالدولة العثمانية أعداداً معتبرة من الرعايا من اليونانيين البيزنطيين، الأرمن، اليهود والآشوريين، وقد أثرَت الثقافات المتميزة في الدولة العثمانية.
فمع إزاحة الأتراك العثمانيين المبكرين الإدارة البيزنطية من الأناضول، ولاحقاً مطاردتهم في أوروبا، فقد رأوا ذلك جزءاً من الجهاد ضد المسيحيين: وقد أطلق الحكام العثمانيون الأوائل على انفسهم لقب غازي. إلا أنه كلما توغل العثمانيون غرباً وازاد الامتزاج مع الشعوب اليونانية والبلقانية، فإن الثقافة التركية وثقافة قادتها المتأثرة بالثقافات الفارسية-العربية-اليونانية امتصت بعضاً من ثقافات الشعوب المهزومة.

## الأدب

### الآداب والفنون
كانت تهيئة السبل لتحصيل العلوم والمعارف أو نقلهما هي أضعف حلقة في الحضارة العثمانية. وكان التعليم الشعبي مهملاً بصفة عامة. وضآلة العلم والمعرفة أمر خطير. وكان التعليم على الأغلب مقصوراً على الطلاب الذين يقصدون إلى دراسة التربية أو القانون أو الإدارة، وكانت مناهجها طويلة قاسية. وقضى محمد الثاني وسليمان وقتاً طويلاً في إعادة تنظيم المدارس وتحسينها. ونافس الوزراء سادتهم السلاطين في إغداق الهبات على هذه الكليات أو المدارس الملحقة بالمساجد. ونعم المدرسون في هذه المعاهد بمراكز اجتماعية ومالية أعلى من نظرائهم في العالم المسيحي اللاتيني. وكانت محاضراتهم تنصب رسمياً على دراسة القرآن، ولكنهم سعوا كذلك إلى دراسة الآداب والرياضيات والفلسفة، ولكن خريجيهم، ولو أنهم كانوا أكثر تحصيلاً في فروع الدين منهم في العلوم، ساروا جنباً إلى جنب مع الغرب في الهندسة وفن الحكم.

## الفنون البصرية
وكان الأتراك في شغل شاغل بغزو الدول القوية إلى حد أنهم لم يجدوا فسحة من الوقت للفنون الدقيقة التي كان الإسلام حتى الآن قد اشتهر وتميز بها. وقد أنتج الأتراك منمنمات تميزت ببساطة التصميم وسعة التفكير في الأسلوب. أما التصوير التشخيصي أو التمثيلي فقد ترك للمسيحيين المفترين الذين ظلوا في هذا العصر يزينون جدران كنائسهم وأديارهم باللوحات الجصية، فنرى مانويل بانسلينوس- الذي ربما استعار بعض الحوافز من الصور الحائطية الإيطالية في عصر النهضة- قد زين بالجص كنيسة بروتاتون على جبل آثوس (1535-1536)، برسوم أكثر انطلاقاً وجرأة ورشاقة من رسوم العصور البيزنطية. واستقدم السلاطين فنانين من الغرب والشرق- جنتيل باليني من البندقية، وشاه فالي، ووالي جان، وهما من رسامي المنمنمات في فارس الهرطوقية. وفي التربيعات المطلية لم يكن الأتراك في حاجة إلى مساعدة خارجية، فقد استخدموها إلى درجة تبهر الأبصار، واشتهرت مدينة إزنيق (بآسيا الصغرى) بصناعة الخزف، وتخصصت أشقودرة وبروسة، وهيريك في آسيا الصغرى في المنسوجات، فقد ترك البروكار (المقصبات) والقطيفة- بما فيهما من رسوم الأزهار في اللونين القرمزي والذهبي- التي أخرجتها هذه المدن، أثراً شديداً وانطباعاً قوياً في رسامي البندقية والفلاندرز. وكان السجاد التركي يعوزه البريق الشاعري الذي تميز به السجاد الفارسي، ولكن طرزه الفخمة وألوانه الدافئة أثارت الإعجاب في أوروبا. وقد أغرى كلبير ملكيه لويس الرابع عشر بأن يأمر النساجين الفرنسيين بتقليد بعض قطع السجاد في القصر السلطاني في تركيا. ولكن دون جدوى، لأن تفوق المسلمين في هذه الصناعة ظل بعيداً عن متناول المهارة الغربية.
وبلغ الفن التركي ذروته في مساجد القسطنطينية (لم يطلق على المدينة اسم إسطنبول رسمياً إلا في سنة 1930). ففي تاريخ فارس أو التاريخ الإسلامي، لم يضارع عظمة عاصمة سليمان، حتى ولا مدينة مشهد مع فخامة عمائرها المزدحمة، ولا أصفهان في عصر الشاه عباس، ولكن ربما ضارعتها پرسوپوليس على عهد كورش. فإن مساجد الآستانة اقتسمت مع الله غنائم العثمانيين في انتصاراتهم، وهي آثار تعبر، في وقت معاً، عن التقوى والزهو وعن تصميم السلاطين على إرهاب شعبهم بالفن قدر إرهابه بالأسلحة. ونافس سليمان جده محمد الفاتح في تشييد سبعة مساجد تتفق مع جلاله وعظمته، وفاق أحدها، وهو الذي حمل اسمه (1556) كنيسة أيا صوفيا في جمالها، حتى في محاكاته إياها في مجموعة القباب الصغرى المحيطة بالقبة الرئيسية الوسطى، على أن المآذن هنا، تلك التي ارتفعت مقصورات الآذان الثلاث فيها إلى ارتفاع رهيب، كانت بمثابة إضافة متألقة تتطابق مع القاعدة الضخمة. أما الداخل فكان كنزاً مربكاً من الزخرفة: نقوش ذهبية على الرخام أو الخزف وأعمدة من الحجر السماقي، وعقود من الرخام الأبيض أو الأسود، ونوافذ من الزجاج الملون في إطار من حجر مشجر، والمنبر المحفور وكأنه وقف على مدى الحياة. وربما كان بذخاً أكثر مما ينبغي إجلاله، وتألقاً أكثر مما ينبغي لمقام الصلاة. إن الذي وضع تصميم هذا المسجد وسبعين مسجداً أخرى ألباني اسمه سنان، وقيل إنه عاش إلى سن العاشرة بعد المائة.

## معرض صور

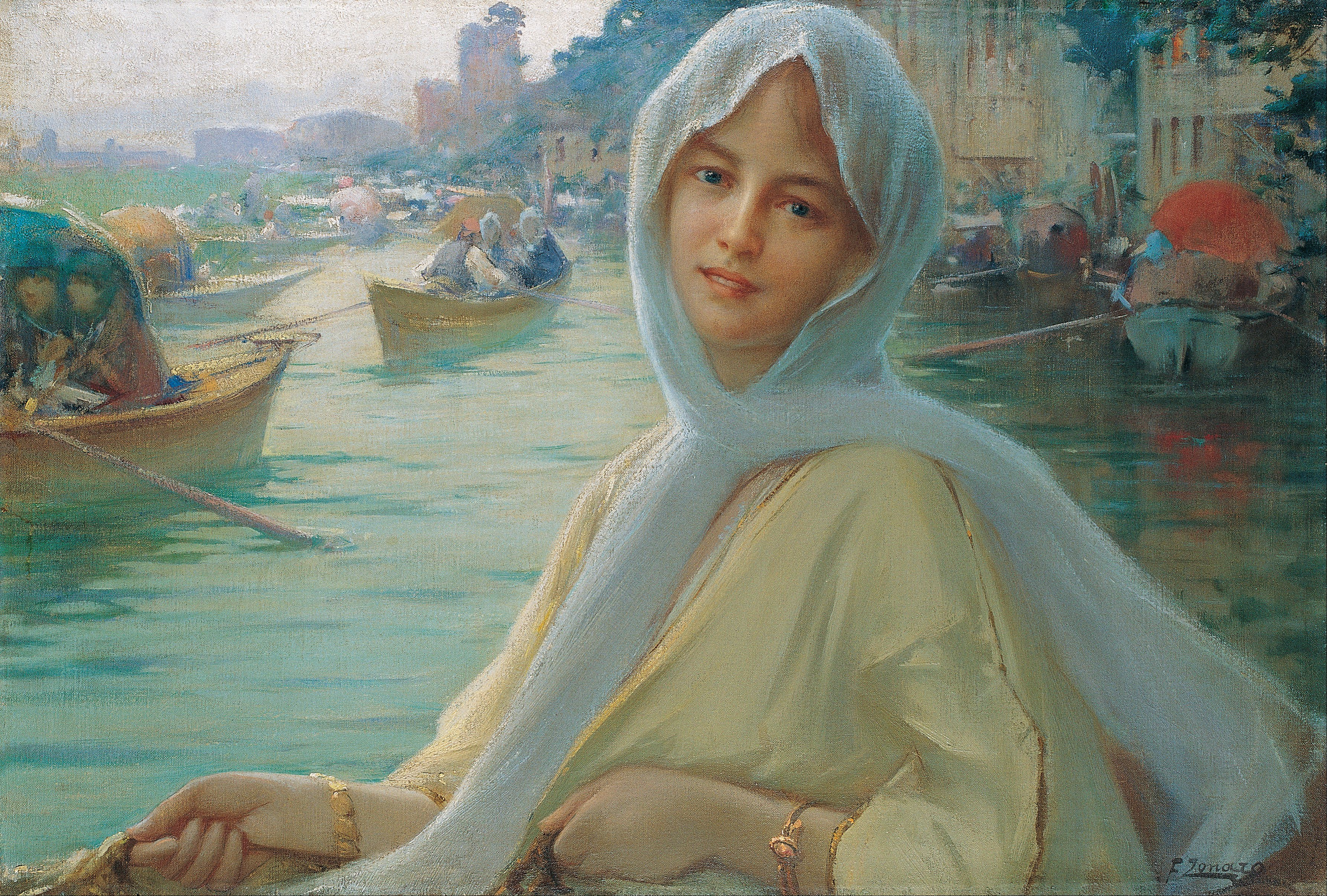
Boat tour at Göksu Creek
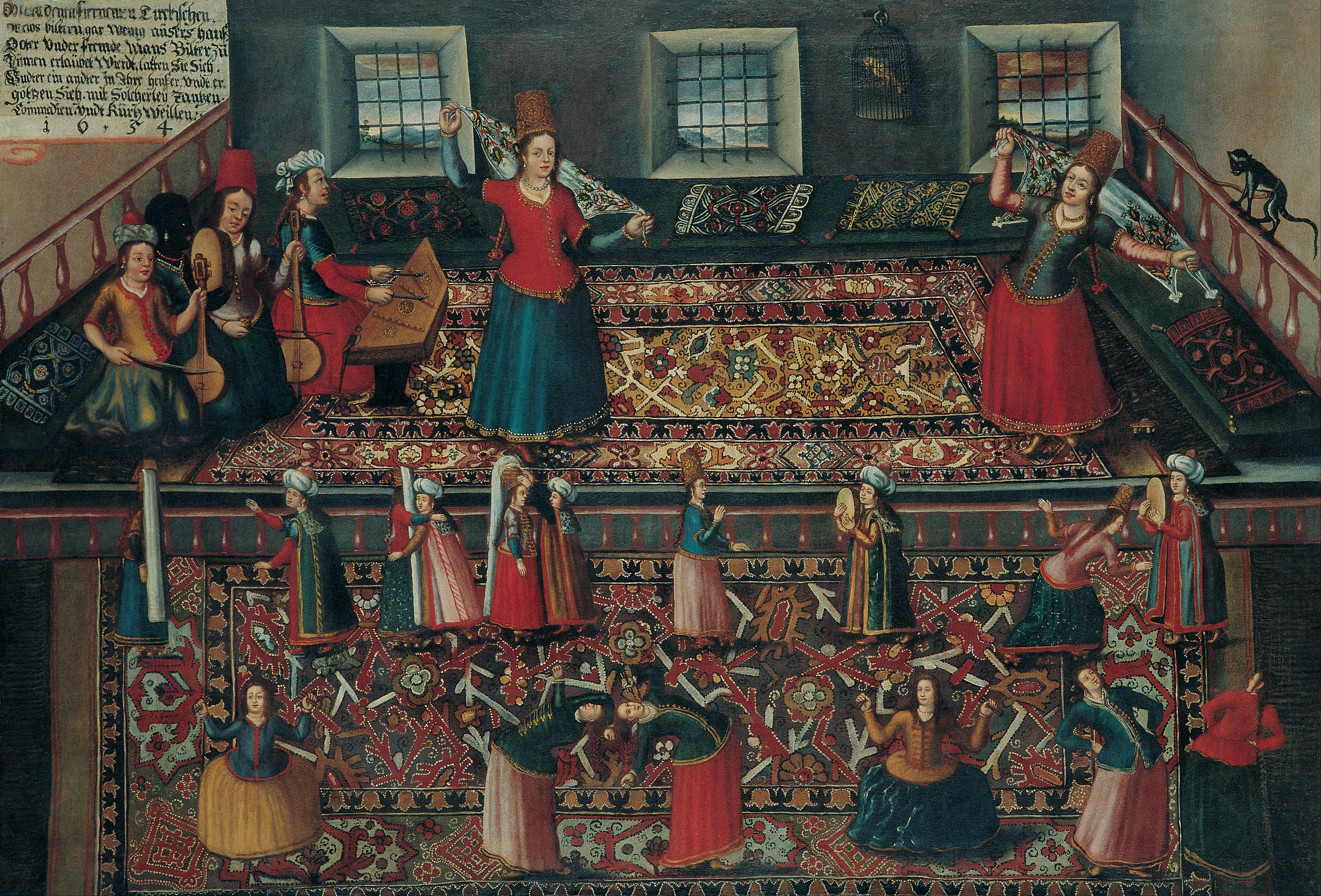
Women and children dancing in the حرملك of قصر طوب قابي
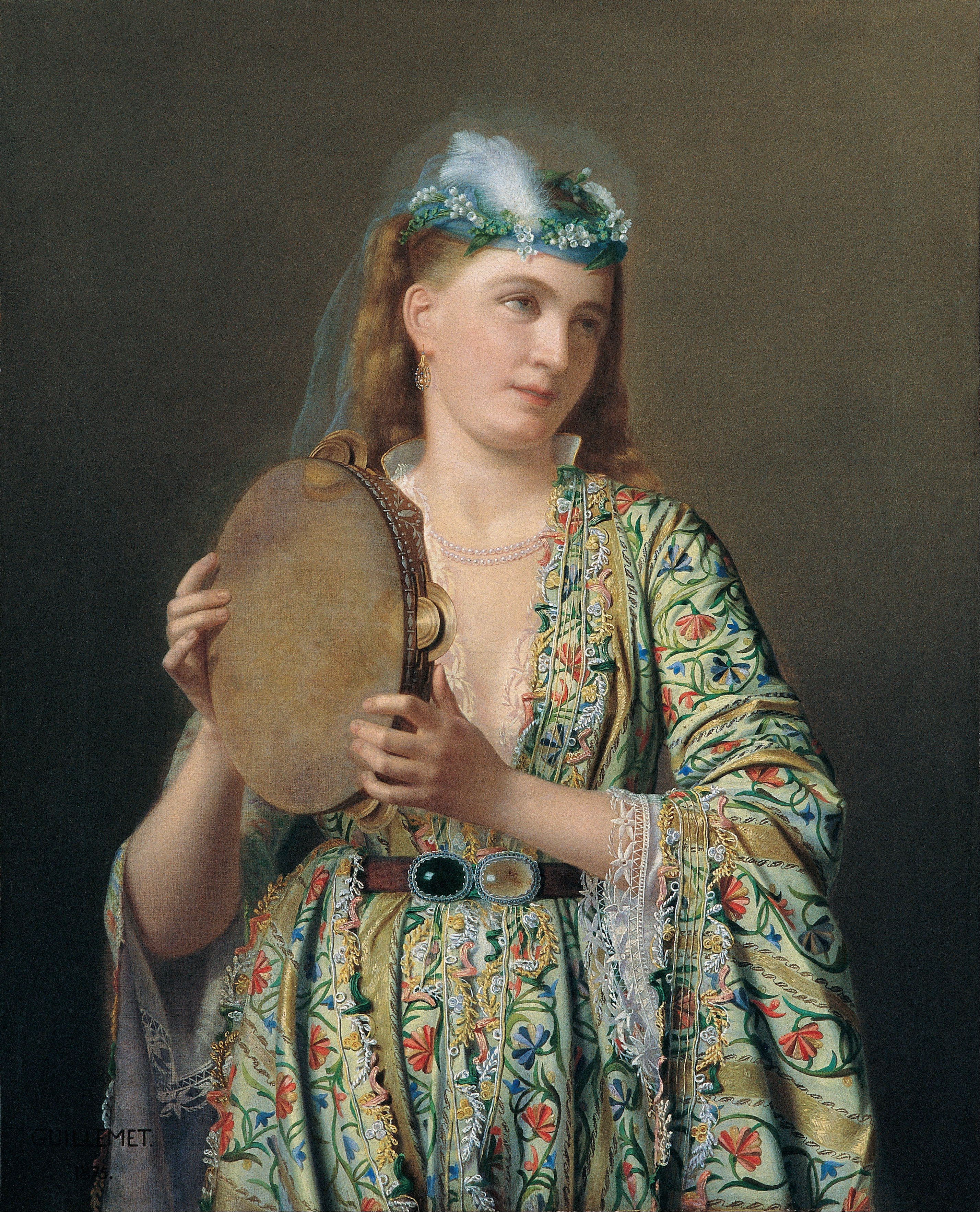
A lady from the Ottoman court playing the Def at the Harem

## وصلات خارجية
- Hatvesanat.com Source on Islamic Calligraphy Art (mainly (بالتركية))
- http://www.osmanlimedeniyeti.com نسخة محفوظة 1 أغسطس 2005 على موقع واي باك مشين. Many articles about the Ottoman history and culture including art, culture, literature, economics, architecture (بالتركية)
- KalemGuzeli.net Traditional arts in Ottoman Empire (mainly (بالتركية))